# Bunchosia maritima
Bunchosia maritima là một loài thực vật có hoa trong họ Malpighiaceae. Loài này được (Vell.) J.F.Macbr. mô tả khoa học đầu tiên năm 1950.